# The Dictator (2012)
The Dictator is een Amerikaanse komediefilm uit 2012, geregisseerd door Larry Charles. De film ging op 10 mei 2012 in première in Londen.

## Verhaal
Een dictator, Admiraal generaal Aladeen (Cohen) van de republiek Wadiya, vertrekt naar New York om een toespraak te geven bij de Verenigde Naties. Hij wordt ontvoerd door Clayton (Reilly), de zogeheten lijfwacht van Aladeen die eigenlijk een huurmoordenaar blijkt te zijn, deze werd ingehuurd door zijn oom en rechterhand Tamir (Kingsley), die vervolgens zijn baard afscheert zodat hij niet meer herkenbaar is. Ze zetten een dubbelganger in als onderdeel van hun plan om het land te democratiseren, maar in principe gaat het enkel om contracten die Tamir wil verkopen aan westerse multinationals. De generaal moet nu zien te overleven in New York. Hij krijgt hulp van Zoey (Faris), de eigenares van een New agewinkel die hem een baantje aanbiedt.

## Rolverdeling
- Sacha Baron Cohen – Admiraal Generaal Aladeen
- Sacha Baron Cohen speelt ook Efawadh
- Ben Kingsley – Tamir
- Sayed Badreya – Omar
- Jason Mantzoukas – Nadal
- Anna Faris – Zoey
- J. B. Smoove – Usher
- Megan Fox – zichzelf
- John C. Reilly – Clayton
- Bobby Lee – Mr. Lao
- Kevin Corrigan – Slade

## Discografie

### Albums
| Album met hitnotering(en) in de Vlaamse Ultratop 200 albums | Datum van verschijnen | Datum van binnenkomst | Hoogste positie | Aantal weken | Opmerkingen |
| ----------------------------------------------------------- | --------------------- | --------------------- | --------------- | ------------ | ----------- |
| The Dictator                                                | 2012                  | 26-05-2012            | 190             | 1*           | Soundtrack  |

## Trivia
- Het Plaza de España in Sevilla werd als filmlocatie voor het paleis gebruikt. De woestijnscènes werden op Fuerteventura opgenomen. Ook werd er in New York gefilmd.
- Om zijn film te promoten verscheen Sacha Baron Cohen verkleed als generaal Aladeen in verschillende talkshows, waar hij opmerkelijke uitspraken deed.
- Aladeen verscheen op de 84ste Oscaruitreiking met een urn waar volgens hem de as van de overleden Kim Jong-il zat. Hij morste de as tegen de kleren van Ryan Seacrest. Hierdoor werd Cohen geweerd uit de zaal waaruit de Oscars werden uitgezonden. Ook is de film opgedragen aan Kim Jong-il.
- In de film wordt een kaart van Wadiya getoond. Dit is in werkelijkheid het land Eritrea.